# Tovarich
Tovarich (bra: Nobres Sem Fortuna) é um filme estadunidense de 1937, do gênero comédia, dirigido por Anatole Litvak, estrelado por Claudette Colbert e Charles Boyer, e co-estrelado por Basil Rathbone e Anita Louise. O roteiro de Casey Robinson foi baseado na peça teatral homônima de 1933, de Jacques Deval; e na adaptação teatral homônima de 1935, de Robert E. Sherwood. O título do filme é uma palavra russa que significa "camarada" ou "amigo".

## Sinopse
O príncipe russo Mikail Alexandrovitch Ouratieff (Charles Boyer) e sua esposa, a grã-duquesa Tatiana Petrovna (Claudette Colbert), fogem da Revolução Russa para Paris com a fortuna do Czar, que estava confidenciada a eles. Eles guardam o dinheiro num banco, recusando-se fielmente a gastá-lo. Então, na miséria, eles são forçados a aceitar empregos sob identidades falsas como um mordomo e uma empregada doméstica na casa de Charles Dupont (Melville Cooper). Depois de um começo instável, eles começam gradualmente a se tornar queridos por seus empregadores. No entanto, o segredo deles entra em risco quando uma das convidadas de um jantar, Madame Chauffourier-Dubieff (Doris Lloyd), os reconhece.

## Elenco
- Claudette Colbert como Grã-duquesa Tatiana Petrovna Romanov
- Charles Boyer como Príncipe Mikail Alexandrovitch Ouratieff
- Basil Rathbone como Comissário Dimitri Gorotchenko
- Anita Louise como Helene Dupont
- Melville Cooper como Charles Dupont
- Isabel Jeans como Fernande Dupont
- Morris Carnovsky como Chauffourier-Dubieff
- Victor Kilian como Gendarme

Não-creditados
- Maurice Murphy como Georges Dupont
- Gregory Gaye como Conde Frederic Brekenski
- Montagu Love como M. Courtois
- Renie Riano como Madame Courtois
- Fritz Feld como Martelleau
- Doris Lloyd como Madame Chauffourier-Dubieff
- Curt Bois como Alfonso

## Produção
O título de produção do filme foi "Tonight's Our Night". Claudette Colbert ficou doente durante as gravações, o que causou atrasos que duraram semanas, adiando o fim da produção.